# الانتكاس والهدأة
حالة الانتكاس والهدأة هو مصطلح طبي يشير إلى ظهور أعراض المرض التي تزداد سوءًا بمرور الوقت (الانتكاس)، تليها فترات من الأعراض الأقل حدة والتي لا تتوقف تمامًا (الهدأة). يُستخدم المصطلح لوصف نوع من التصلب المتعدد، حيث تتبع الانتكاسات غير المتوقعة هدوءًا لشهور إلى سنوات.
يُستخدم المصطلح أيضًا لوصف الروماتيزم المتناظر في سياق التهاب المفاصل الروماتويدي، والجامود، والذئبة الحمامية الشاملة، والاضطرابات العقلية، والتهاب الدماغ والنخاع المناعي الذاتي التجريبي.